# Ferdinand Schreiber (Fotograf)
Ferdinand „Ferry“ Schreiber (* 28. August 1924 in Wolkersdorf; † 5. Juli 1998 in Hof bei Salzburg) war ein österreichischer Fotograf.

## Leben
Zwischen 1940 und 1942 absolvierte Schreiber eine Ausbildung an der Graphischen Lehr- und Versuchsanstalt in der Sektion Fotografie, wobei er die Ausbildung erst im Schuljahr 1946/47 nach Kriegsdienst und Gefangenschaft beenden konnte. Ab 1948 war Schreiber hauptberuflich als Fotograf tätig, beginnend als Laborant der US-Army und in weiterer Folge als Mitarbeiter von Yoichi R. Okamoto, der in Österreich für die USIS eine Schar junger Fotografen im Sinne einer neuen Bildsprache ausbildete.
1951 ging Schreiber als Korrespondent der USIS nach Salzburg.
Für die USIS fotografierte er unter anderem die Salzburger Festspiele, Besuche zahlreicher Politiker, wie Richard Nixon (dem damaligen US-Vizepräsidenten), Nikita Sergejewitsch Chruschtschow, diverse österreichische Politiker, Harry S. Truman, aber auch das alltägliche Leben in Salzburg.
Kurz vor seinem Umzug nach Salzburg heiratete er Gerlinde Diebler.
Nach dem Abzug der amerikanischen Besatzung machte er sich als Fotograf selbständig. In seinem Nachlass finden sich vermehrt auch Arbeiten zum Thema Kunst und Kultur. Kirchen und Klöster im ganzen Salzburger Land sind ebenso vertreten wie die Ablichtung Salzburger Kunstschaffender und ihrer Werke. Zu den Künstlern der Salzburger Graphikwerkstatt, wie z. B. Rudolf Hradil und Johanna Jank Leden, pflegte er ein enges freundschaftliches Verhältnis.
Seit 1957 war Schreiber Mitglied des Syndikats für Pressefotografen.
In dieser Zeit ergaben sich regelmäßig Aufträge für den Burda-Verlag und das Frauenmagazin Für Sie. Reisen im Auftrag von Hubert Burda Media führten ihn um die halbe Welt. USA, Karibik, Naher Osten, Südafrika und der Europäische Kontinent waren die Ziele der Reportagen.
Ab Ende der 1960er Jahre widmete sich Schreiber neben der Reisefotografie mehr und mehr der Studiofotografie. Dabei fotografierte er vor allem kulinarische Motive für die Werbung und illustrierte zahlreiche Kochbücher.